# Odontosphindus grandis
Odontosphindus grandis is een keversoort uit de familie slijmzwamkevers (Sphindidae). De wetenschappelijke naam van de soort werd in 1861 gepubliceerd door Clemens Hampe.